# Coppa Intertoto 1980
La Coppa Intertoto 1980, detta anche Coppa d'Estate 1980, è stata la quattordicesima edizione di questa competizione (la ventesima, contando anche quelle della Coppa Rappan) gestita dalla SFP, la società di scommesse svizzera.
Non era prevista la fase finale fra le vincitrici della fase a gironi della fase estiva. Le squadre che si imponevano nei singoli raggruppamenti venivano considerate tutte vincenti a pari merito e ricevevano, oltre ad un piccolo trofeo, un cospicuo premio in denaro.

## Partecipanti
| Nazione                   | Squadra                                                      | Campionato | Note |
| ------------------------- | ------------------------------------------------------------ | --- | --- |
| Germania (bandiera)       | Bochum Fortuna Düsseldorf Duisburg Werder Brema              | 10º campionato di Germania Ovest 1979-80 11º campionato di Germania Ovest 1979-80 14º campionato di Germania Ovest 1979-80 17º campionato di Germania Ovest 1979-80 | Vincitrice Coppa di Germania Ovest 1978-79 Vincitrice della Coppa Intertoto Girone 1 nell'anno precedente |
| Austria (bandiera)        | VÖEST Linz LASK Rapid Vienna Austria Salisburgo              | Vicecampione d'Austria 1979-80 3º campionato d'Austria 1979-80 5º campionato d'Austria 1979-80 6º campionato d'Austria 1979-80                                      | |
| Belgio (bandiera)         | Standard Liegi Anversa                                       | Vicecampione del Belgio 1979-80 12º campionato del Belgio 1979-80                                                                                                   | |
| Cecoslovacchia (bandiera) | Bohemians Praga Inter Bratislava Plastika Nitra Sparta Praha | 3º campionato di Cecoslovacchia 1979-80 5º campionato di Cecoslovacchia 1979-80 6º campionato di Cecoslovacchia 1979-80 10º campionato di Cecoslovacchia 1979-80    | Vincitrice della Coppa Intertoto Girone 4 nell'anno precedente Vincitrice Coppa di Cecoslovacchia 1979-80 |
| Svizzera (bandiera)       | Sion San Gallo Young Boys Neuchâtel Xamax                    | 6º campionato di Svizzera 1979-80 7º campionato di Svizzera 1979-80 10º campionato di Svizzera 1979-80 12º campionato di Svizzera 1979-80                           | |
| Svezia (bandiera)         | Halmstad IFK Göteborg Elfsborg Malmö FF                      | Campione di Svezia 1979 Vicecampione di Svezia 1979 3º campionato di Svezia 1979 4º campionato di Svezia 1979                                                       | Vincitrice Coppa di Svezia 1978-79                                                                        |
| Danimarca (bandiera)      | Esbjerg KB B 1903 Kastrup                                    | Campione di Danimarca 1979 Vicecampione di Danimarca 1979 3º campionato di Danimarca 1979 4º campionato di Danimarca 1979                                           | Vincitrice Coppa di Danimarca 1978-79                                                                     |
| Israele (bandiera)        | Maccabi Netanya Maccabi Tel Aviv                             | Campione d'Israele 1979-80 5º campionato d'Israele 1979-80 | |
| Bulgaria (bandiera)       | Slavia Sofia Marek Dupnica                                   | Vicecampione di Bulgaria 1979-80 6º campionato di Bulgaria 1979-80                                                                                                  | Vincitrice Coppa di Bulgaria 1979-80                                                                      |
| Polonia (bandiera)        | Polonia Bytom                                                | 16º campionato di Polonia 1979-80 | |
| Jugoslavia (bandiera)     | FK Napredak Krusevac                                         | 4º campionato di Jugoslavia 1979-80 | |
| Norvegia (bandiera)       | Lillestrøm                                                   | 6º campionato della Norvegia 1979 | |
| Paesi Bassi (bandiera)    | Roda JC Willem II Den Haag                                   | 7º campionato d'Olanda 1979-80 8º campionato d'Olanda 1979-80 10º campionato d'Olanda 1979-80                                                                       | |

## Squadre partecipanti
La fase a gironi del torneo era composta da nove gruppi di quattro squadre ciascuno, le squadre che si imponevano nei singoli raggruppamenti venivano considerate tutte vincenti a pari merito.
Rispetto alla Coppa dell'edizione precedente, rientrano le squadre della Jugoslavia, Norvegia e Paesi Bassi.
- In giallo le vincitrici dei gironi.

| Girone | Austria            | Belgio         | Bulgaria      | Cecoslovacchia      | Danimarca | Germania Ovest     | Israele          | Jugoslavia        | Norvegia   | Paesi Bassi | Polonia       | Svezia       | Svizzera        |
| 1      | -                  | Standard Liegi | -             | -                   | -         | Fortuna Düsseldorf | -                | -                 | -          | Roda JC     | -             | -            | Neuchâtel Xamax |
| 2      | -                  | -              | -             | Bohemians ČKD Praga | Kastrup   | Werder Brema       | -                | -                 | Lillestrøm | -           | -             | -            | -               |
| 3      | -                  | Anversa        | -             | -                   | KB        | -                  | Maccabi Netanya  | -                 | -          | -           | -             | -            | -               |
| 3      | -                  | Anversa        | -             | -                   | KB        | -                  | Maccabi Tel Aviv | -                 | -          | -           | -             | -            | -               |
| 4      | Rapid Vienna       | -              | -             | Sparta Praga        | -         | -                  | -                | -                 | -          | Den Haag    | -             | -            | San Gallo       |
| 5      | LASK               | -              | -             | Plastika Nitra      | Esbjerg   | -                  | -                | -                 | -          | -           | Polonia Bytom | -            | -               |
| 6      | VÖEST Linz         | -              | -             | Inter Bratislava    | -         | -                  | -                | -                 | -          | -           | -             | Halmstad     | Young Boys      |
| 7      | -                  | -              | -             | -                   | -         | Duisburg           | -                | -                 | -          | Willem II   | -             | Malmö FF     | Sion            |
| 8      | Austria Salisburgo | -              | Marek Dupnica | -                   | B 1903    | -                  | -                | -                 | -          | -           | -             | IFK Göteborg | -               |
| 9      | -                  | -              | Slavia Sofia  | -                   | -         | Bochum             | -                | Napredak Kruševac | -          | -           | -             | Elfsborg     | -               |

## Risultati
Date: 28 giugno (1ª giornata), 5 luglio (2ª giornata), 12 luglio (3ª giornata), 19 luglio (4ª giornata), 26 luglio (5ª giornata) e 2 agosto 1980 (6ª giornata).

### Girone 1
| Squadra            | Pti | G | V | N | P | GF | GS | DR |
| ------------------ | --- | - | - | - | - | -- | -- | -- |
| Standard Liegi     | 10  | 6 | 4 | 2 | 0 | 17 | 8  | +9 |
| Fortuna Düsseldorf | 6   | 6 | 2 | 2 | 2 | 12 | 17 | −5 |
| Neuchâtel Xamax    | 5   | 6 | 1 | 3 | 2 | 13 | 11 | +2 |
| Roda JC            | 3   | 6 | 1 | 1 | 4 | 9  | 15 | −6 |

|           | Sta | For | Neu | Rod |
| --------- | --- | --- | --- | --- |
| Standard  |     | 5-1 | 2-2 | 4-1 |
| Fortuna   | 3-3 |     | 1-5 | 3-1 |
| Neuchâtel | 0-1 | 2-2 |     | 3-3 |
| Roda      | 1-2 | 1-2 | 2-1 |     |

### Girone 2
| Squadra             | Pti | G | V | N | P | GF | GS | DR |
| ------------------- | --- | - | - | - | - | -- | -- | -- |
| Bohemians ČKD Praga | 10  | 6 | 4 | 2 | 0 | 14 | 5  | +9 |
| Werder Brema        | 6   | 6 | 2 | 2 | 2 | 7  | 9  | −2 |
| Kastrup             | 5   | 6 | 2 | 1 | 3 | 6  | 9  | −3 |
| Lillestrøm          | 3   | 6 | 1 | 1 | 4 | 5  | 9  | −4 |

|            | Boh | Wer | Kas | Lil |
| ---------- | --- | --- | --- | --- |
| Bohemians  |     | 5-1 | 2-0 | 2-0 |
| Werder     | 1-1 |     | 1-2 | 2-0 |
| Kastrup    | 2-2 | 0-1 |     | 2-0 |
| Lillestrøm | 1-2 | 1-1 | 3-0 |     |

### Girone 3
| Squadra          | Pti | G | V | N | P | GF | GS | DR |
| ---------------- | --- | - | - | - | - | -- | -- | -- |
| Maccabi Netanya  | 8   | 6 | 3 | 2 | 1 | 11 | 6  | +5 |
| KB               | 8   | 6 | 3 | 2 | 1 | 11 | 10 | +1 |
| Anversa          | 5   | 6 | 1 | 3 | 2 | 10 | 10 | 0  |
| Maccabi Tel Aviv | 3   | 6 | 1 | 1 | 4 | 8  | 14 | −6 |

|          | Net | KB  | Anv | T.A |
| -------- | --- | --- | --- | --- |
| Netanya  |     | 3-0 | 1-1 | 1-0 |
| KB       | 3-2 |     | 3-1 | 3-2 |
| Anversa  | 1-1 | 1-1 |     | 5-1 |
| Tel Aviv | 1-3 | 1-1 | 3-1 |     |

### Girone 4
| Squadra          | Pti | G | V | N | P | GF | GS | DR |
| ---------------- | --- | - | - | - | - | -- | -- | -- |
| Sparta ČKD Praga | 10  | 6 | 5 | 0 | 1 | 8  | 3  | +5 |
| Den Haag         | 6   | 6 | 3 | 0 | 3 | 7  | 10 | −3 |
| San Gallo        | 4   | 6 | 2 | 0 | 4 | 10 | 9  | +1 |
| Rapid Vienna     | 4   | 6 | 2 | 0 | 4 | 5  | 8  | −3 |

|           | Spa | D.H | S.G | Rap |
| --------- | --- | --- | --- | --- |
| Sparta    |     | 2-1 | 1-0 | 1-0 |
| Den Haag  | 2-1 |     | 1-4 | 1-0 |
| San Gallo | 0-2 | 3-0 |     | 1-2 |
| Rapid     | 0-1 | 0-2 | 3-2 |     |

### Girone 5
| Squadra        | Pti | G | V | N | P | GF | GS | DR |
| -------------- | --- | - | - | - | - | -- | -- | -- |
| Plastika Nitra | 8   | 6 | 4 | 0 | 2 | 9  | 3  | +6 |
| LASK           | 6   | 6 | 2 | 2 | 2 | 7  | 9  | −2 |
| Esbjerg        | 5   | 6 | 2 | 1 | 3 | 8  | 7  | +1 |
| Polonia Bytom  | 5   | 6 | 2 | 1 | 3 | 4  | 9  | −5 |

|          | Pla | Lin | Esb | Pol |
| -------- | --- | --- | --- | --- |
| Plastika |     | 0-1 | 2-0 | 4-0 |
| Linz     | 1-2 |     | 2-2 | 2-0 |
| Esbjerg  | 0-1 | 4-0 |     | 1-2 |
| Polonia  | 1-0 | 1-1 | 0-1 |     |

### Girone 6
| Squadra          | Pti | G | V | N | P | GF | GS | DR  |
| ---------------- | --- | - | - | - | - | -- | -- | --- |
| Halmstad         | 9   | 6 | 3 | 3 | 0 | 12 | 6  | +6  |
| Inter Bratislava | 7   | 6 | 2 | 3 | 1 | 11 | 8  | +3  |
| VÖEST Linz       | 7   | 6 | 2 | 3 | 1 | 9  | 7  | +2  |
| Young Boys       | 1   | 6 | 0 | 1 | 5 | 3  | 14 | −11 |

|            | Hal | Int | Lin | Y.B |
| ---------- | --- | --- | --- | --- |
| Halmstad   |     | 1-1 | 0-0 | 4-2 |
| Inter      | 0-3 |     | 2-2 | 3-0 |
| Linz       | 2-3 | 2-2 |     | 2-0 |
| Young Boys | 1-1 | 0-3 | 0-1 |     |

### Girone 7
| Squadra   | Pti | G | V | N | P | GF | GS | DR  |
| --------- | --- | - | - | - | - | -- | -- | --- |
| Malmö FF  | 10  | 6 | 5 | 0 | 1 | 15 | 8  | +7  |
| Duisburg  | 8   | 6 | 4 | 0 | 2 | 15 | 11 | +4  |
| Willem II | 5   | 6 | 2 | 1 | 3 | 8  | 9  | −1  |
| Sion      | 1   | 6 | 0 | 1 | 5 | 7  | 17 | −10 |

|           | Mal | Dui | Wil | Sio |
| --------- | --- | --- | --- | --- |
| Malmö     |     | 4-1 | 1-0 | 2-0 |
| Duisburg  | 4-2 |     | 1-3 | 6-2 |
| Willem II | 1-2 | 0-2 |     | 4-3 |
| Sion      | 2-4 | 0-1 | 0-0 |     |

### Girone 8
| Squadra            | Pti | G | V | N | P | GF | GS | DR  |
| ------------------ | --- | - | - | - | - | -- | -- | --- |
| IFK Göteborg       | 11  | 6 | 5 | 1 | 0 | 22 | 5  | +17 |
| Marek Dupnica      | 5   | 6 | 2 | 1 | 3 | 13 | 14 | −1  |
| B 1903             | 5   | 6 | 2 | 1 | 3 | 8  | 13 | −5  |
| Austria Salisburgo | 3   | 6 | 0 | 3 | 3 | 6  | 17 | −11 |

|          | Göt | Mar | 1903 | Aus |
| -------- | --- | --- | ---- | --- |
| Göteborg |     | 4-1 | 5-1  | 6-0 |
| Marek    | 2-3 |     | 2-0  | 4-2 |
| B 1903   | 0-3 | 3-2 |      | 3-0 |
| Austria  | 1-1 | 2-2 | 1-1  |     |

### Girone 9
| Squadra           | Pti | G | V | N | P | GF | GS | DR |
| ----------------- | --- | - | - | - | - | -- | -- | -- |
| Elfsborg          | 7   | 6 | 3 | 1 | 2 | 8  | 6  | +2 |
| Slavia Sofia      | 7   | 6 | 3 | 1 | 2 | 8  | 8  | 0  |
| Bochum            | 6   | 6 | 3 | 0 | 3 | 8  | 8  | 0  |
| Napredak Kruševac | 4   | 6 | 1 | 2 | 3 | 7  | 9  | −2 |

|          | Elf | Sla | Boc | Nap |
| -------- | --- | --- | --- | --- |
| Elfsborg |     | 1-0 | 1-0 | 2-0 |
| Slavia   | 2-1 |     | 2-0 | 3-2 |
| Bochum   | 2-1 | 4-1 |     | 2-1 |
| Napredak | 2-2 | 0-0 | 2-0 |     |